# Pisenor leleupi
Pisenor leleupi is een spinnensoort uit de familie Barychelidae. De soort komt voor in Congo.